# クリントン郡 (ミシガン州)
クリントン郡（英: Clinton County）は、アメリカ合衆国ミシガン州ロウアー半島の中央部に位置する郡である。2010年国勢調査での人口は75,382人であり、2000年の64,753人から16.4%増加した。郡庁所在地はセントジョンズ市（人口7,865人）であり、同郡で人口最大の都市でもある。
クリントン郡はランシング大都市圏に属している。郡名は建国初期の政治家でニューヨーク州知事を務めたデウィット・クリントンに因んで名付けられた。

## 地理
アメリカ合衆国国勢調査局に拠れば、郡域全面積は574.57平方マイル (1,488.1 km2)であり、このうち陸地571.46平方マイル (1,480.1 km2)、水域は3.12平方マイル (8.1 km2)で水域率は0.54%である。

### 交通

#### 主要高規格道路
- 州間高速道路69号線は郡南部を横切り、ランシング市の北を回っている。南に行くとバトルクリーク市やインディアナ州のフォートウェインに至る。東に行くとフリント市やポートヒューロン市に至る
- 州間高速道路96号線は郡南西隅を通り、南に曲がってランシング市を迂回する。西のグランドラピッズ市やマスキーゴン市、東のデトロイト市を繋いでいる
- 州間高速道路69号線産業道路はランシング市とイーストランシング市を通る産業環状線である。小区間が郡南東部に入っている
- 州間高速道路96号線産業道路はランシング市を通る産業環状線である。小区間が郡南部に入っている
- アメリカ国道127号線は南北方向に郡中央を通り、セントジョンズ市とデウィット市を抜けている。 北はマウントプレザントとグレイリング、南はランシングを過ぎてジャクソンに至る
- アメリカ国道127号線産業道路はセントジョンズに入る環状路である
- ミシガン州道21号線はファウラー、セントジョンズ、シェパーズビル、オービッドを通る東西方向道路である。西は約66マイル (106 km) でグランドラピッズ市、東は約45マイル (72 km) でフリント市に至る
- ミシガン州道100号線は郡南西部の小区間である。イートン郡の州間高速道路69号線に始まり、グランドレッジの北、州間高速道路96号線で終わる

#### 空港
キャピタル地域国際空港 (IATA: LAN, ICAO: KLAN, FAA LID: LAN) は、ランシング中心街の北西3マイル (5 km)、主にデウィット郡区にある公共クラスCの公共空港である。グランドリバー・アベニュー（州間高速道路96号線産業道路）から行くことができ、州間高速道路69号線の南1.5マイル (2.4 km) にある。
エイブラムス市民空港 (FAA LID: 4D0) は、イートン郡の都市であるグランドリッジ中心事業地区から北に2海里 (3.7 km) にあり、市営の公共用途空港である。ライト道路（州道100号線）から行くことができ、州間高速道路96号線の南2.1マイル (3.4 km) である

### 隣接する郡
- サギノー郡 - 北東
- グラティオット郡 - 北
- モンカルム郡 - 北西
- シアワシー郡 - 東
- イオニア郡 - 西
- インガム郡 - 南東
- イートン郡 - 南西

## 人口動態
以下は2000年国勢調査による人口統計データである。
| 基礎データ - 人口: 64,753人 - 世帯数: 23,653 世帯 - 家族数: 17,976 家族 - 人口密度: 44人/km2（113人/mi2） - 住居数: 24,630軒 - 住居密度: 17軒/km2（43軒/mi2） 人種別人口構成 - 白人: 96.40% - アフリカン・アメリカン: 0.63% - ネイティブ・アメリカン: 0.44% - アジア人: 0.52% - 太平洋諸島系: 0.04% - その他の人種: 0.81% - 混血: 1.17% - ヒスパニック・ラテン系: 2.61% 先祖による構成 - ドイツ系：35.3% - イギリス系：11.4% - アメリカ人：10.1% - アイルランド系：8.5% 言語による構成 - 英語：96.4% - スペイン語：1.9% | 年齢別人口構成 - 18歳未満: 28.1% - 18-24歳: 7.3% - 25-44歳: 29.2% - 45-64歳: 24.5% - 65歳以上: 10.9% - 年齢の中央値: 37歳 - 性比（女性100人あたり男性の人口） - 総人口: 98.9 - 18歳以上: 95.6 世帯と家族（対世帯数） - 18歳未満の子供がいる: 37.4% - 結婚・同居している夫婦: 64.3% - 未婚・離婚・死別女性が世帯主: 8.4% - 非家族世帯: 24.0% - 単身世帯: 19.8% - 65歳以上の老人1人暮らし: 7.1% - 平均構成人数 - 世帯: 2.70人 - 家族: 3.12人 収入と家計 - 収入の中央値 - 世帯: 52,806米ドル - 家族: 60,491米ドル - 性別 - 男性: 42,3795米ドル - 女性: 31,065米ドル - 人口1人あたり収入: 22,913米ドル - 貧困線以下 - 対人口: 4.6% - 対家族数: 3.3% - 18歳未満: 5.3% - 65歳以上: 6.0% |

## 郡政府
郡政府は郡監獄の運営、地方道の維持、地方裁判所の運営、権利譲渡と抵当権設定記録など重要記録の維持、公衆衛生規制の管理、福祉など社会サービスの項目で州の施策への参加を行う。郡政委員会は予算を管理するが、法や条例を作るのは限定付き権限である。ミシガン州では、警察と消防、建設と区画割、税評価、街路維持など地方政府の大半機能は個々の都市と郡区の責任である。

## 郡区
クリントン郡は下記16の郡区に分割されている。

| - バス - ベンガル - ビンガム - ダラス | - デウィット・チャーター - デュプレン - イーグル - エセックス | - グリーンブッシュ - レバノン - オリーブ - オービッド | - ライリー - ビクター - ウォータータウン・チャーター - ウェストファリア |

## 都市と町
| 都市 - デウィット - イーストランシング（部分） - グランドリッジ（部分） - セントジョンズ - 郡庁所在地 | 村 - イーグル - エルシー - ファウラー - ハバーズトン（部分） - メイプルラピッズ - オービッド - ウェストファリア | 未編入の町 - バス - ユーレカ - マザートン（部分） - シェパーズビル - ウォクースタ |